# 韦斯特布鲁克·佩格勒

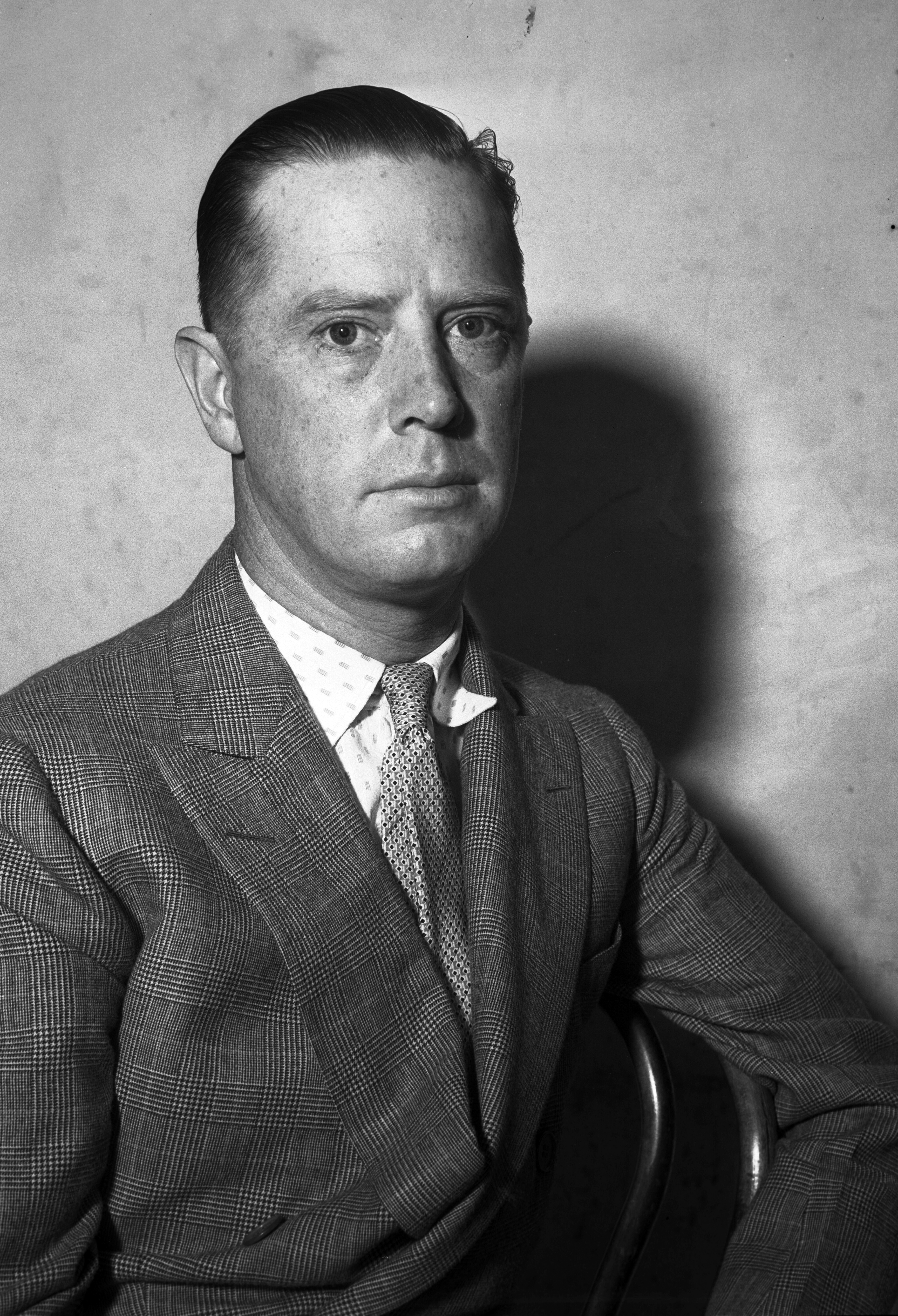
韦斯特布鲁克·佩格勒

韦斯特布鲁克·佩格勒（Francis James Westbrook Pegler，1894年8月2日 - 1969年6月24日）是一位美国记者、专栏作家，曾獲得普利策奖。 他反对罗斯福新政以及工会。 韦斯特布鲁克·佩格勒支持州权，批評各種扩大联邦政府权力的措施。 